# Robert Dickson
Robert Bruce Dickson (* 22. April 1931 in Edmonton; † 1. Dezember 2023) war ein kanadischer Eishockeyspieler. Bei den Olympischen Winterspielen 1952 gewann er als Mitglied der kanadischen Nationalmannschaft die Goldmedaille.

## Karriere
Robert Dickson begann seine Karriere als Eishockeyspieler beim Edmonton Athletic Club, für den er von 1947 bis 1949 in der Edmonton Junior Hockey League aktiv war. Die Saison 1949/50 verbrachte er bei den Medicine Hat Tigers aus der Western Canada Junior Hockey League (WCJHL). In der Saison 1950/51 bestritt er mehrere Testspiele für eine Juniorenmannschaft, die ab 1951 unter dem Namen Edmonton Oil Kings bekannt war. Dort konnte er überzeugen und wurde von der Seniorenmannschaft Edmonton Mercurys verpflichtet, mit der er 1952 Kanada bei den Olympischen Winterspielen repräsentierte.

### International
Für Kanada nahm Dickson an den Olympischen Winterspielen 1952 in Oslo teil, bei denen er mit seiner Mannschaft die Goldmedaille gewann. In acht Spielen erzielte sieben Tore und zwei Vorlagen.

## Erfolge und Auszeichnungen
- 1952 Goldmedaille bei den Olympischen Winterspielen